# Okabe

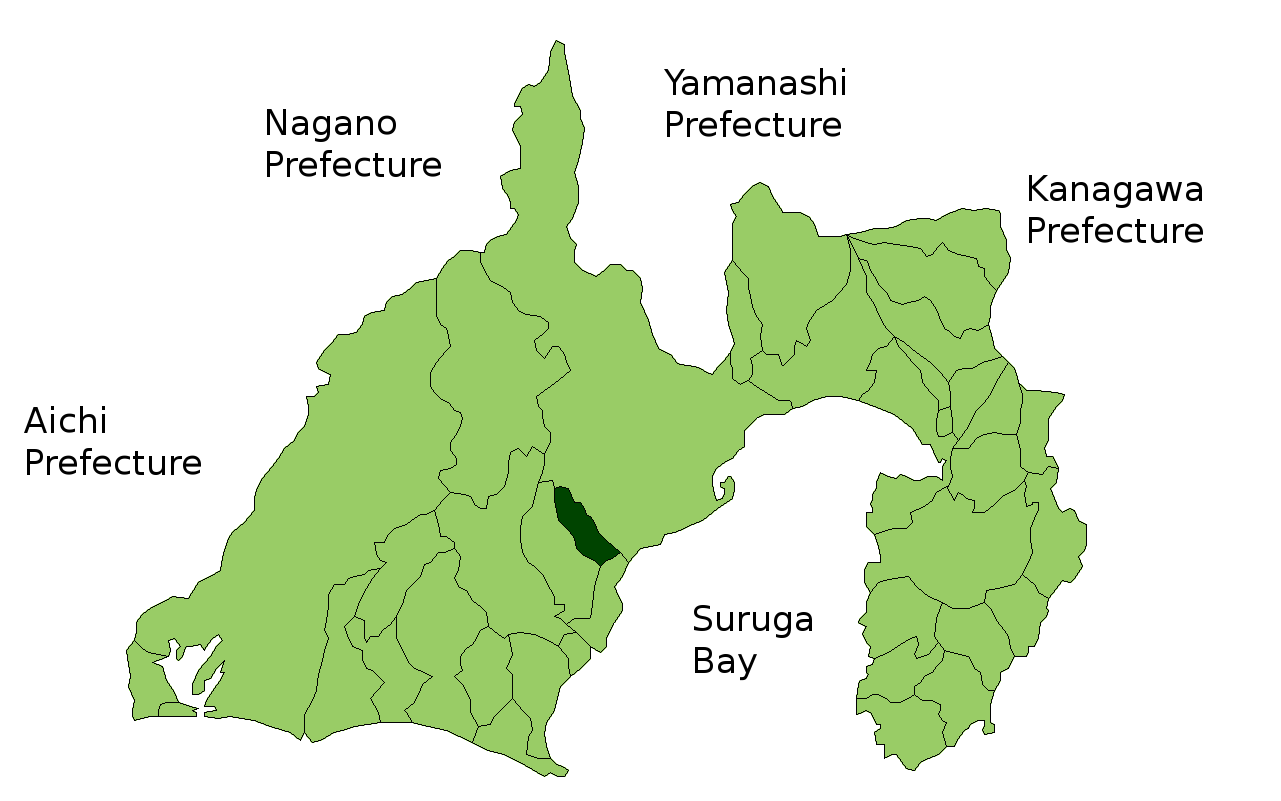
Ubicación de Okabe en Shizouka, Japón.

Okabe fue una ciudad ubicada en el Distrito de Shida, en la Prefectura de Shizuoka, Japón.
Okabe se desarrolló en el Período Edo como Okabe-juku, un pueblo en Tōkaidō.
A partir de 2003, la ciudad tuvo una población estimada de 12,839 personas y una densidad de 240,93 personas por km². El área total era de 53.29 km². La ciudad fue atendida por un intercambio en la Ruta Nacional 1 de Japón, pero no tenía servicio de tren.
El 1 de enero de 2009, Okabe fue fusionada en la ciudad de Fujieda y por lo tanto no existe como municipio independiente. Como resultado de la fusión, el Distrito de Shida se disolvió.